# Czesław Dubilas
Czesław Dubilas (ur. 6 kwietnia 1912 w Rudnikach, zm. 24 września 1988) – polski działacz komunistyczny, żołnierz, dyplomata.

## Życiorys
Urodził się 6 kwietnia 1912 w Rudnikach jako syn Jana i Józefy. W II Rzeczypospolitej był działaczem komunistycznym w Łodzi. Od 1929 do 1936 należał do Komunistycznego Związku Młodzieży Polskiej. Był sekretarzem komórki KZMP Łódź-Chojny od 1929 do 1930, sekretarzem Komitetu Dzielnicowego (KD) KZMP Łódź-Górna, sekretarzem komórki wojskowej KZMP w koszarach wojskowych 28 pułku piechoty w Łodzi. Od 1936 do 1938 należał do Komunistycznej Partii Polski, należąc do komórki KD KPP „Górna-Prawa” w Łodzi.
Brał udział w kampanii wrześniowej 1939. Podczas II wojny światowej od 1942 do 1943 był dowódcą Okręgu Łódź Podmiejska (powiat) w Obwodzie VI Łódzkim Gwardii Ludowej używając pseudonimu „Dąbias”. Od 1942 był członkiem Polskiej Partii Robotniczej. Po wojnie w 1946 był sekretarzem Koła Delegatury Polskiego Czerwonego Krzyża w PPR w Paryżu. Później od 15 stycznia 1947 był II sekretarzem KD Górna Prawa PPR, od maja do końca grudnia 1947 I sekretarzem KD Górna PPR. Od połowy sierpnia do grudnia 1948 był instruktorem w Wydziale Organizacyjnym Komitetu Centralnego PPR w Warszawie. W 1948 był słuchaczem Centralnej Szkoły PPR w Łodzi. Od 15 grudnia 1948 był członkiem Polskiej Zjednoczonej Partii Robotniczej. Od 21 listopada 1949 był zastępcą kierownika w Wydziale Ekonomicznym Komitetu Wojewódzkiego PZPR w Łodzi, od 1950 sekretarzem POP KW PZPR w Łodzi oraz kierownikiem Wydziału Ekonomicznego KW PZPR w Łodzi, od 1 października 1950 członkiem KW PZPR w Łodzi, od 1951 do 1952 był członkiem Egzekutywy Komitetu Miejskiego PZPR w Zgierzu, a od października 1951 do 31 lipca 1952 I sekretarzem KM PZPR w Zgierzu.
W połowie lat 50. był konsulem generalnym PRL w Paryżu. W latach 60. był wiceprezesem Zarządu Okręgu ZBoWiD w Łodzi.
Był autorem wspomnień pt. Z walk GL Okręgu Łódź Podmiejska opublikowanych w książce Wspomnienia żołnierzy GL i AL (oprac. Józef Garas, red. Jadwiga Nadzieja, 1962) oraz pt. Moje ucieczki i walki opublikowanych w książce Milcząca pieśń. Wspomnienia łódzkich peperowców (red. Tadeusz Czapliński, 1972).
Zmarł 24 września 1988. Został pochowany 29 września 1988 na cmentarzu Doły w Łodzi.
Nazwisko Czesława Dubilasa pojawiło się na liście Wildsteina, upublicznionej na początku 2005.

## Odznaczenia i ordery
- Krzyż Komandorski z Gwiazdą Orderu Odrodzenia Polski (1971)[8]
- Złoty Krzyż Zasługi (1954)[9]